# پیتر باگدانوویچ
پیتر باگدانوویچ (انگلیسی: Peter Bogdanovich؛ زادهٔ ۳۰ ژوئیهٔ ۱۹۳۹ – درگذشتهٔ ۶ ژانویهٔ ۲۰۲۲) کارگردان، نویسنده، بازیگر، تهیه‌کننده، منتقد و تاریخ‌نگار سینمای اهل آمریکا و صربستان بود. او پیش از تبدیل شدن به یک کارگردان فیلم در جنبش هالیوود جدید، کار خود را به عنوان منتقد فیلم برای «فیلم کالچر» و اسکوایر آغاز کرد. او جوایزی از جمله جایزه بفتا و جایزه گرمی و همچنین نامزدی دو جایزه اسکار و دو جایزه گلدن گلوب دریافت کرد. معروفترین فیلمش آخرین نمایش فیلم محصول سال ۱۹۷۱ است.
از فیلم‌های معروف او می‌توان به بازی در بلا مافیا اشاره کرد.
پیتر باگدانوویچ یکی از مهم‌ترین فیلمسازان، منتقدان و تاریخ نگاران سینمای جهان است که فیلم‌های مهمی مانند آخرین نمایش فیلم و ماه کاغذی را در کارنامه کاری خود دارد.

## مرگ
پیتر باگدانوویچ بر اثر عوارض بیماری پارکینسون در خانه خود در لس آنجلس در ۶ ژانویه ۲۰۲۲در سن ۸۲ سالگی درگذشت.

## در مقام کارگردانی
- آخرین نمایش فیلم
- آن‌ها همگی خندیدند
- اونجوری بامزه است
- ماسک
- ماه کاغذی
- نیکلودئون
- شما اینجایید
- نفرت‌انگیز
- آقای حسادت